# ISCSI
iSCSI (ang. Internet SCSI) – technika umożliwiająca wykonywanie operacji wejścia-wyjścia na dysku twardym odległej maszyny za pomocą protokołu TCP/IP. 
Protokół iSCSI umożliwia budowę systemów pamięci masowych SAN (ang. Storage Area Network) przy zastosowaniu macierzy dyskowych SCSI i sieci Ethernet (protokół TCP/IP). Największą zaletą iSCSI jest możliwość tworzenia rozległych systemów SAN przy wykorzystaniu typowych elementów sieciowych, co ułatwia budowę systemu i zmniejsza jego koszt w porównaniu z klasycznymi rozwiązaniami typu Fibre Channel.
Specyfikacja iSCSI określa sposób transformacji równoległych poleceń SCSI na format TCP/IP i na odwrót. Transformacja poleceń może być realizowana zarówno sprzętowo, jak i programowo.

## Implementacje
Współczesne systemy operacyjne dość powszechnie wyposażone są w możliwość zarówno świadczenia usług jako cel iSCSI, jak też korzystania z nich jako inicjator. Przykładami mogą być:
- open-iSCSI – dostępny dla systemów Linux
- iSCSI Initiator Service – inicjator dostępny w systemach Windows
- iSCSI Target Server – dostępny w Windows Server 2012
- GlobalSAN – inicjator dostępny dla systemu OS X
- StarWind firmy Rocket Division – samodzielny produkt będący celem iSCSI
- Windows Storage Server – specjalna wersja systemu Windows zoptymalizowana do świadczenia usług iSCSI.
- jSCSI (Implementacja w języku Java) http://sourceforge.net/projects/jscsi/files/
- Open-E DSS V7 – oprogramowanie wyposażone w funkcje inicjatora i celu iSCSI